# Ensame Nacionalista Astur
El Ensame Nacionalista Astur fue un partido político nacionalista y de izquierda del Principado de Asturias, en el norte de España.
Fue formado en 1982 tras la disolución el año anterior del Conceyu Nacionalista Astur (CNA), primera formación política del nacionalismo asturiano de izquierda, situado en un denominado "nacionalismo revolucionario". El ENA continuaría en esa línea de izquierda revolucionaria nacionalista.
En 1988, después de dos fracasos electorales, el ENA se unifica con la Xunta Nacionalista Asturiana (XNA) para formar Unidá Nacionalista Asturiana (UNA), que se presentaría a las elecciones generales y a las europeas de 1989.

Bandera nacionalista asturiana conocida como "dixebriega" o "asturina". El ENA fue una de las primeras organizaciones políticas en utilizar esta bandera en sus actos y manifestaciones.

El símbolo del partido era un símbolo de origen céltico llamado "Flor del Agua". También fue una de las primeras organizaciones que utilizó la asturina con la estrella roja, principal símbolo de los partidarios de una Asturias independiente y socialista.

## Resultados electorales

### 1983
El ENA se presentó a las elecciones a la Junta General del Principado de Asturias de 1983. En dichas elecciones, el popular escritor Andrés Solar fue el cabeza de lista por la Circunscripción Oriental. La candidatura nacionalista, finalmente, solo obtuvo 2.505 votos, un 0'45% del total. Para las elecciones a Concejo no presentó ningún candidato.

### 1987
El 10 de junio de 1987 se celebraron tres elecciones en Asturias: autonómicas, de concejo y europeas.
En las elecciones autonómicas ENA presentó una lista, subiendo en esta ocasión ligeramente los votos obtenidos hasta los 2800 (un 0'49% del total), pero todavía lejos de obtener representación parlamentaria. En esta ocasión también dejó de lado los concejos, sin presentar ningún candidato.
Para las elecciones al Parlamento Europeo de 1987, ENA participó en una campaña secundada por partidos nacionalistas, independentistas y ultraizquierdistas de toda España, aportando interventores electorales y apoyo a la candidatura de Herri Batasuna (HB), consiguiendo HB en Asturias cosechar 5.623 votos, un 0'98% del total; y 360.952 en toda España, un 1'87% del total, lo que les permitió tener un diputado en la cámara europea